# Berta Cáceres

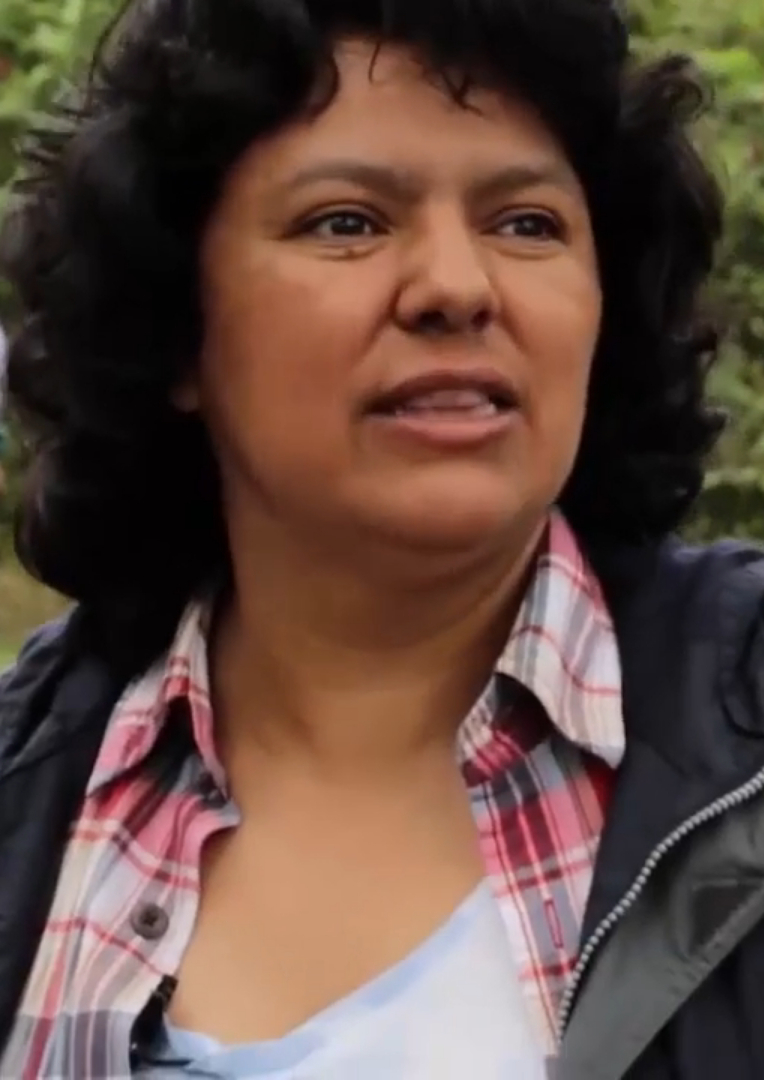
Berta Cáceres

Berta Isabel Cáceres Flores (* 4. März 1973 in La Esperanza, Intibucá, Honduras; † 3. März 2016 ebenda) war eine honduranische Menschenrechts- und Umweltaktivistin. Sie wurde am Morgen des 3. März 2016 in ihrem Haus von mehreren Bewaffneten ermordet.

## Leben
Cáceres war eine der Mitbegründer des 1993 ins Leben gerufenen Consejo Cívico de Organizaciones Populares e Indígenas de Honduras (Council of Popular and Indigenous Organization of Honduras) (COPINH), einer Organisation, die sich für die Rechte indigener Völker und den Erhalt ihrer natürlichen Umwelt in Honduras einsetzte, insbesondere der Lenca, einer Volksgruppe, der sie selbst entstammte. 2012 erhielt sie den Shalom-Preis. 2015 wurde sie für ihren Einsatz mit dem Goldman Environmental Prize geehrt. Berta Càceres wurde zudem vom Umweltprogramm der Vereinten Nationen posthum als Champion of Earth 2016 ausgezeichnet.
Nachdem Cáceres wegen ihrer verschiedenen Kampagnen, die sich unter anderem gegen illegale Bauprojekte, Plantagenbesitzer, zuletzt die Errichtung des Agua-Zarca-Damms am Río Gualcarque im Departamento Intibucá richteten, immer wieder das Ziel von sexuellen Angriffen, Entführungs- und Morddrohungen gewesen war, wurde sie am Morgen des 3. März 2016 in ihrem Haus von mehreren Bewaffneten ermordet.
Schon 2013 hatte Cáceres in einem Interview mit Al Jazeera erklärt:

“The army has an assassination list of 18 wanted human rights fighters with my name at the top. I want to live, there are many things I still want to do in this world but I have never once considered giving-up fighting for our territory, for a life with dignity, because our fight is legitimate. I take lots of care but in the end, in this country where there is total impunity I am vulnerable… when they want to kill me, they will do it.”

„Die [honduranische] Armee hat eine Todesliste, auf der die Namen von 18 Menschenrechtsaktivisten stehen – mein Name steht an der Spitze. Ich möchte leben und möchte noch eine ganze Menge Dinge in dieser Welt tun, aber ich habe nicht ein einziges Mal überlegt, den Kampf für unser [der Lenca] Gebiet, für ein Leben in Würde aufzugeben, denn wir führen einen legitimen Kampf. Ich treffe viele Vorsichtsmaßnahmen, aber am Ende bin ich in diesem Land mit völliger Straffreiheit/Gesetzlosigkeit verletzlich… Wenn sie mich töten wollen, dann werden sie es tun.“

Neben Berta Cáceres wurden 2016 in Honduras 13 weitere Umwelt- und Landrechts-Aktivisten ermordet.
Im Mai 2022 verabschiedete der Nationalkongress ein Dekret, mit dem Berta Cáceres in den Rang einer Nationalheldin erhoben wird. Es ist außerdem die Schaffung eines Preises mit ihrem Namen vorgesehen, mit dem engagierte Menschenrechts- und Umweltschützer ausgezeichnet werden sollen. Darüber hinaus wurde die Zentralbank angewiesen, die neuen 200-Lempira-Scheine mit einer Abbildung Cáceres’ herauszugeben, was teilweise zu kontroversen Reaktionen führte.

## Nach der Ermordung

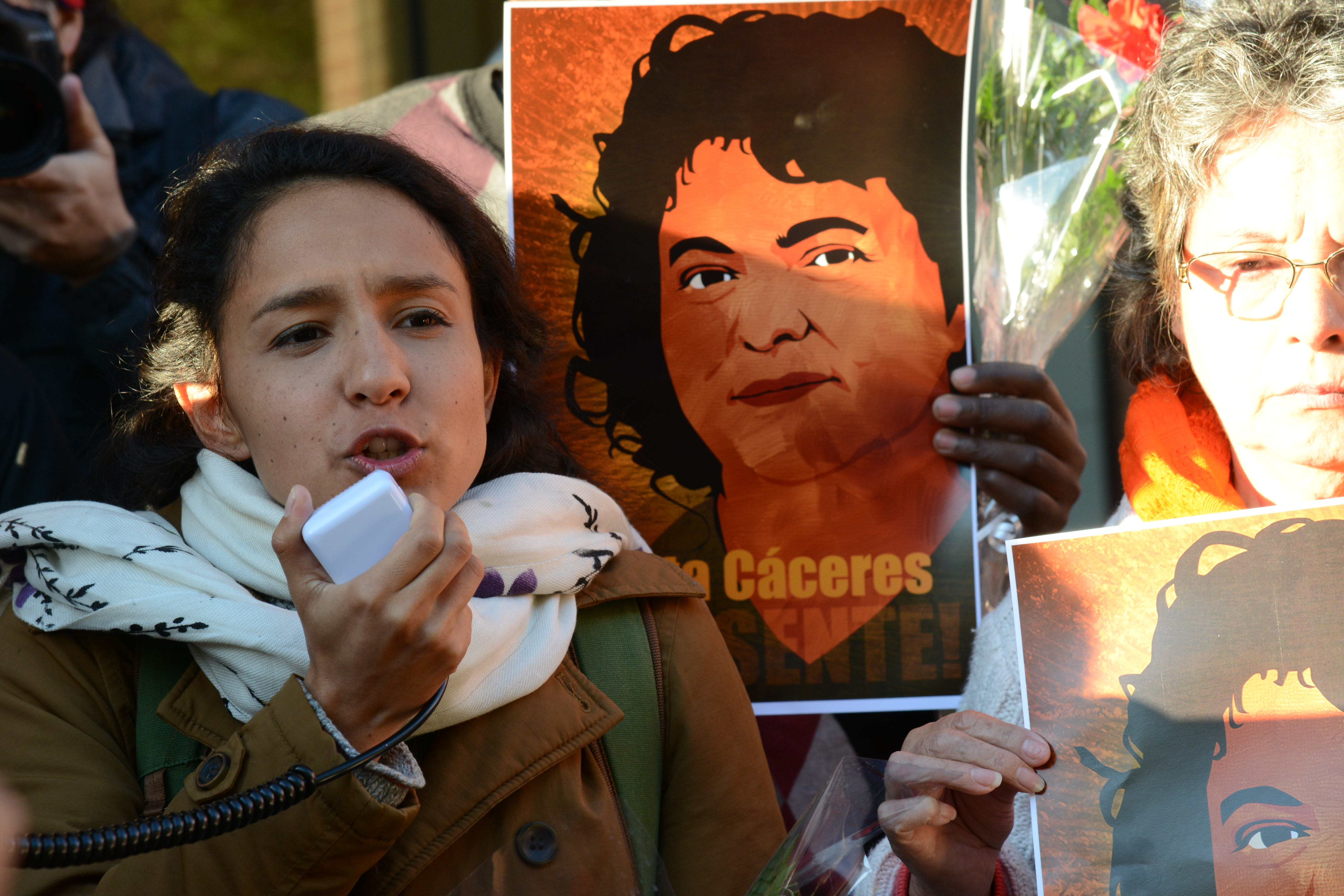
Auf einer Kundgebung am 5. April 2016 während des Treffens Berta Cáceres lebt

Etwa einen Monat nach dem Tod Berta Cáceres’ fand vom 13. bis 15. April 2016 in Tegucigalpa das internationale Treffen Berta Cáceres lebt statt. Daran nahmen etwa 1.500 Menschen aus 22 Ländern teil. Sie berieten zur Entwicklung von Strategien sozialer Bewegungen nach dem Mord an Berta Cáceres.
Die Familie von Berta Cáceres und die COPINH beauftragten zur Ermittlung der Mörder und der Hintergründe des Mordes eine unabhängige Kommission, bestehend aus fünf in solchen Untersuchungen erfahrenen Anwältinnen und Anwälten aus Guatemala, Kolumbien und den USA. Ihren Abschlussbericht legte diese Internationale Gruppe beratender Experten (GAIPE) (spanisch: Grupo Asesor Internacional de Personas Expertas) Anfang November 2017 vor. Bis zum Zeitpunkt der Veröffentlichung hatte die Staatsanwaltschaft Honduras’ acht Personen verhaften lassen, die nicht als Hintermänner galten. Nach Einschätzung der Kommission war der Mord von Unternehmern und staatlichen Sicherheitskräften gemeinsam geplant worden. Gleichzeitig deckte GAIPE eine Vielzahl von Straftaten und Unregelmäßigkeiten in den Ermittlungen auf.
Am 20. November 2017 wurden zwei polizeiliche Ermittler festgenommen. Sie sollen Beweismittel im Mordfall manipuliert und gefälscht haben, womit die Ermittlungen in eine falsche Richtung gelenkt werden sollten. Am 9. März 2018 erhob die Staatsanwaltschaft Honduras’ Anklage gegen den ehemaligen Geheimdienstoffizier des honduranischen Militärs David Castillo Mejía, heute u. a. Präsident und Geschäftsführer der Firma Desarrollo Energético S.A. (Desa), als einen der mutmaßlichen Hintermänner und den mutmaßlichen Hauptlogistiker. Desa ist eines der am Staudammprojekt Agua Zarca beteiligten Unternehmen, gegen dessen rechtswidrigen Bau sich Berta Cáceres eingesetzt hatte.
Zu Ehren ihres 50. Geburtstags widmeten ihr die Musiker Damien Rice, Sandrayati Fay und Jófríður Ákadóttir (JFDR) den Song for Berta, der von ihrem Leben und ihrer Arbeit inspiriert wurde.